# DaVinci Resolve
DaVinci Resolve（原名：da Vinci Resolve，俗稱：達文西）是適用於MacOS、Windows和Linux的調色和非線性編輯的影片剪輯軟體，最初由da Vinci Systems開發，後於2009年被Blackmagic Design收購。除了該軟體的商業版本（稱為DaVinci Resolve Studio）之外，Blackmagic Design還分發了具有減少功能的免費版本，簡稱為DaVinci Resolve（舊稱DaVinci Resolve Lite）。

## 外部鏈結
- 官方网站